# 最大線性無關組
若向量組{\displaystyle S_{1}:\{a_{i1},a_{i2},...,a_{in}\}}是向量組{\displaystyle S:\{a_{1},a_{2},...,a_{s}\}}的一個部分組，即{\displaystyle S_{1}\subset S}，且{\displaystyle S_{1}}滿足：
1. {\displaystyle S_{1}}線性無關。
2. {\displaystyle S}中的任一向量皆可由{\displaystyle S_{1}}線性表示；即{\displaystyle S}中的任一向量加到{\displaystyle S_{1}}，皆可使{\displaystyle S_{1}}線性相關。

則稱{\displaystyle S_{1}}是向量組{\displaystyle S}的最大線性無關組。

## 性質
1. 向量組與其最大線性無關組，可互相線性表示。兩向量組等價。
2. 向量組{\displaystyle S}的任兩個最大線性無關組{\displaystyle S_{1}}, {\displaystyle S_{2}}，也可互相線性表示。即{\displaystyle S_{1}}, {\displaystyle S_{2}}等價。
3. 一個向量組的任兩個最大無關組所含有的向量個數相等。即向量組的秩相等。